# Koprosma

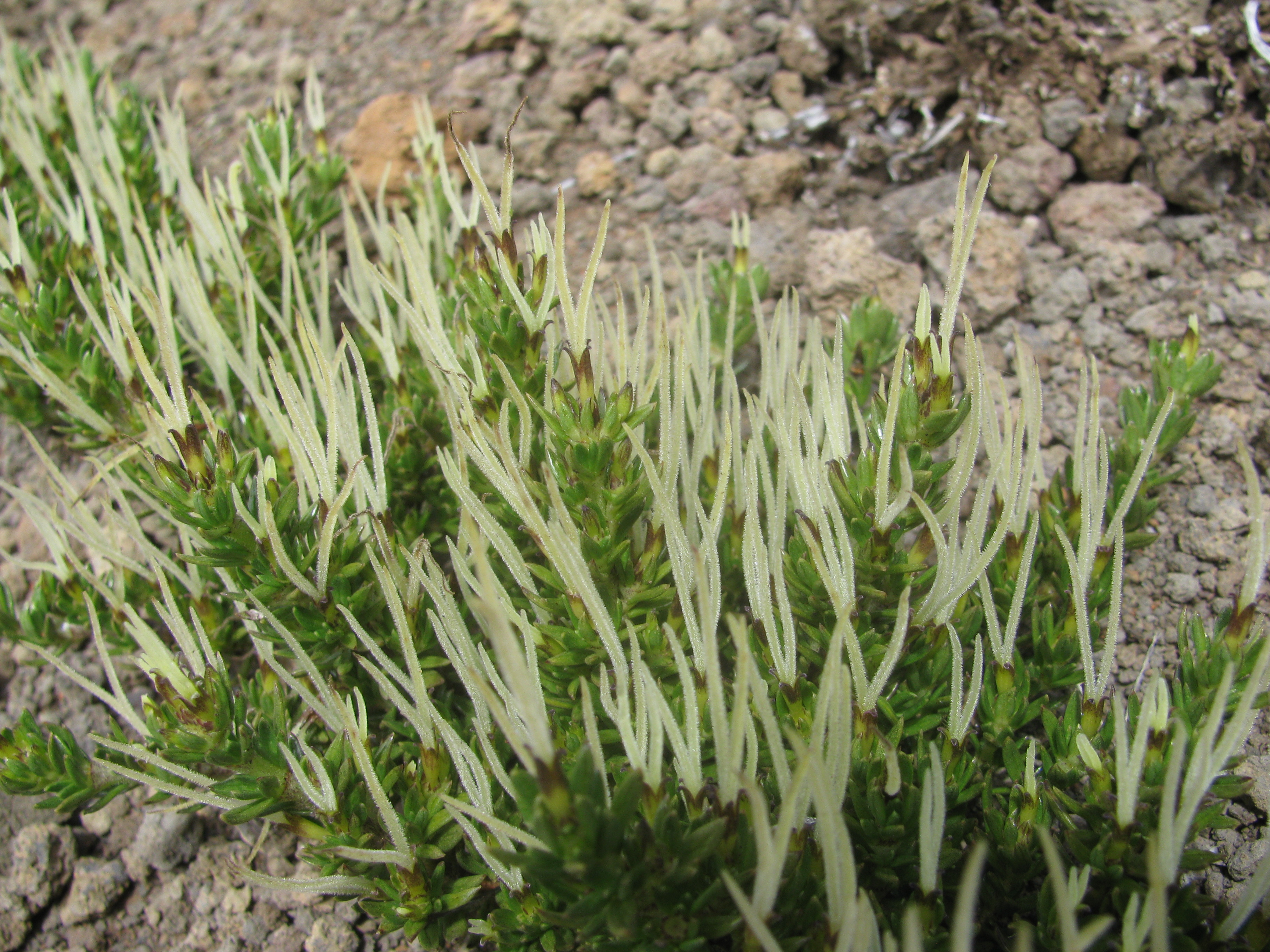
Coprosma ernodeoides z kwiatami żeńskimi

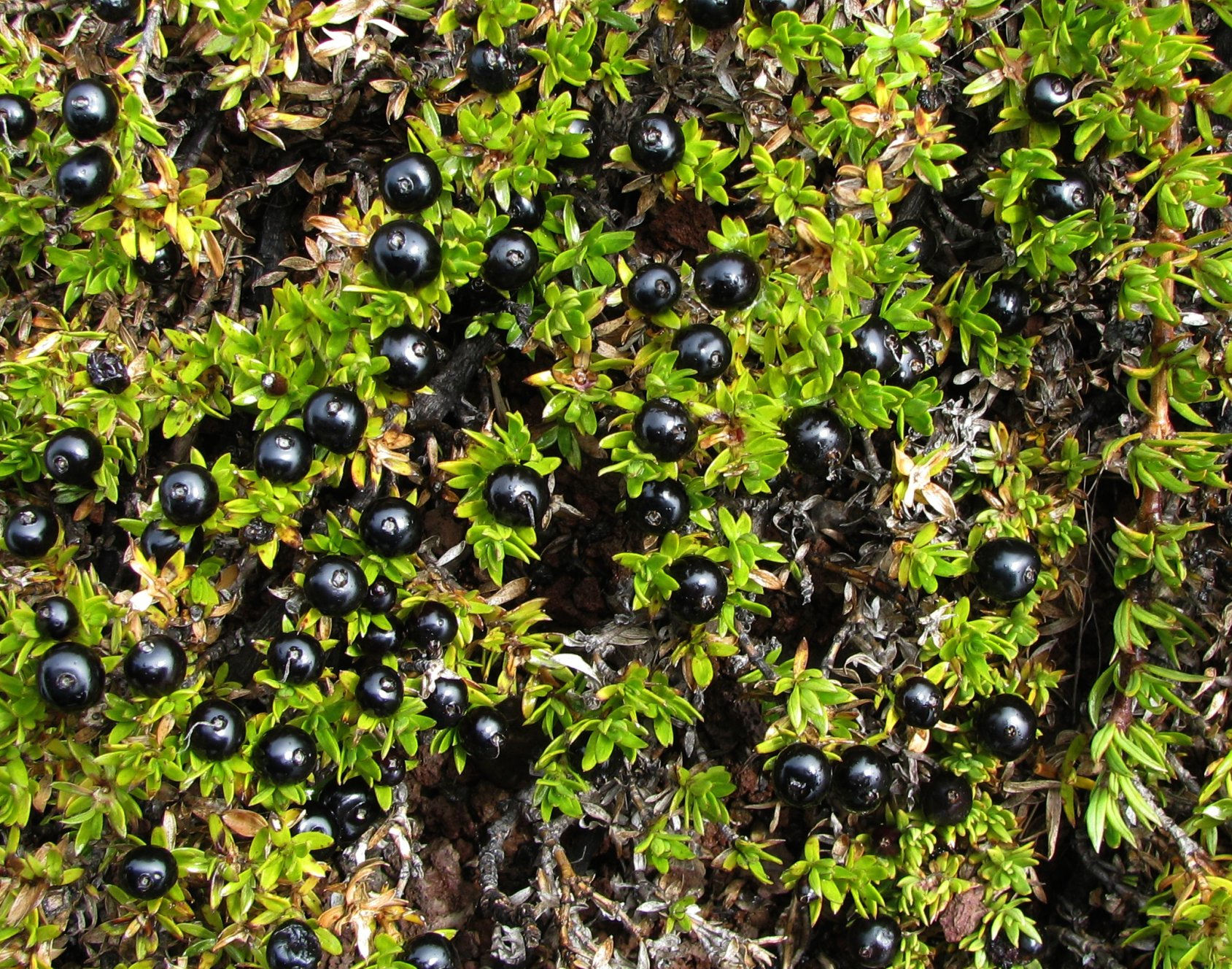
Coprosma ernodeoides w czasie owocowania

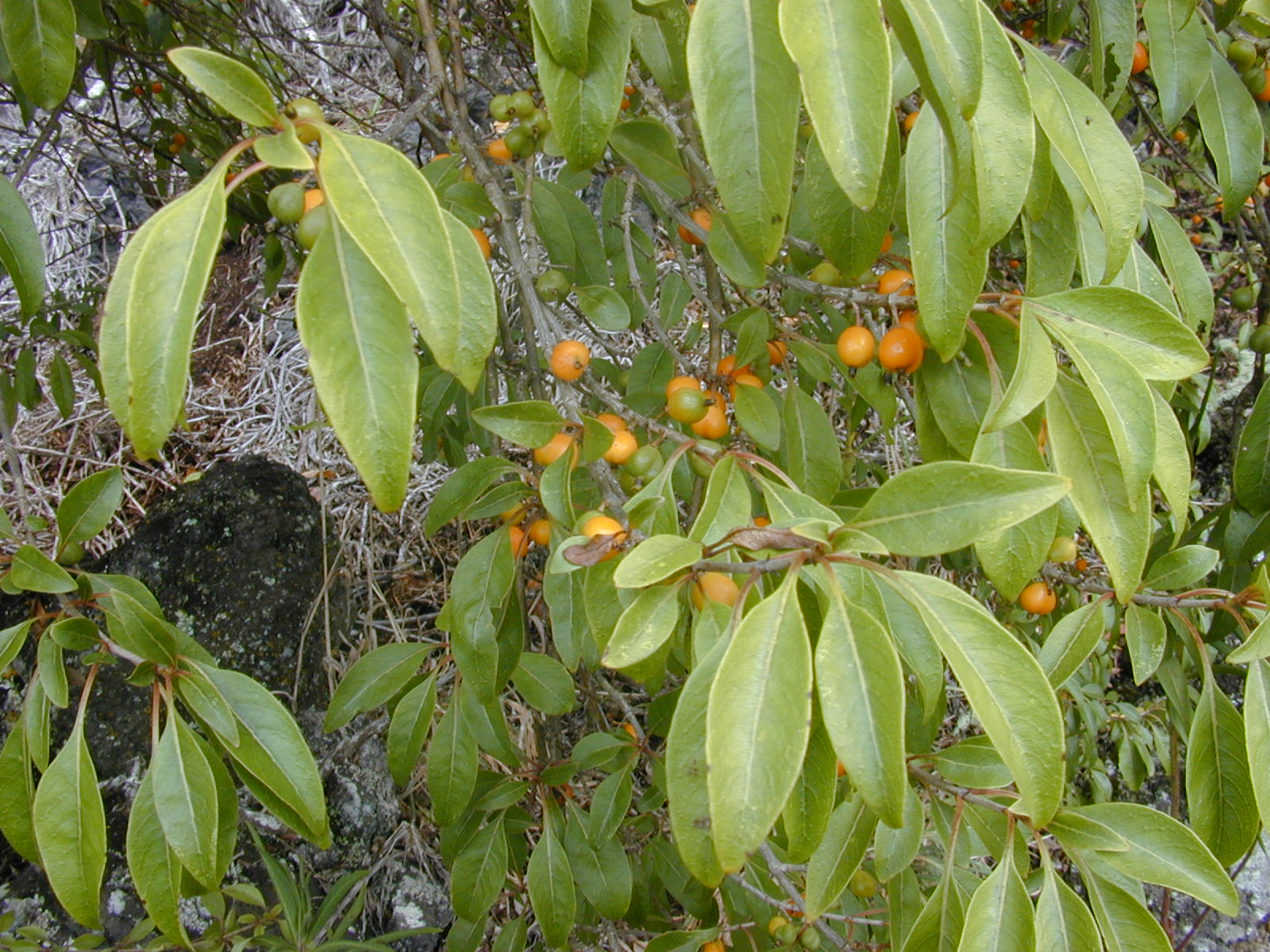
Coprosma foliosa

Koprosma (Coprosma L.) – rodzaj roślin należący do rodziny marzanowatych. Należy do niego ponad 110 gatunków. Występują one na wyspach Oceanii – od Nowej Gwinei po archipelag Juan Fernández, w południowo-wschodniej Australii, w Nowej Zelandii oraz niektórych wyspach Archipelagu Malajskiego (na Jawie, Borneo i Celebesie). Centrum zróżnicowania stanowią wyspy Nowej Zelandii, gdzie rośnie 55 gatunków, w tym 53 endemity. Niektóre gatunki uprawiane są jako ozdobne (w Polsce koprosma Petriego C. petriei i koprosma płożąca C. repens), wykorzystywane jako rośliny barwierskie lub lecznicze.
Nazwa rodzaju utworzona została z greckich słów kopros – odchody – i osme – zapach, w nawiązaniu do nieprzyjemnej woni niektórych gatunków.

## Morfologia
PokrójDrzewa i krzewy.
LiściePojedyncze, naprzeciwległe, wsparte przylistkami, czasem pochwiasto obejmującymi łodygę. Za młodu zwykle na wierzchołku ogruczolone.
KwiatyJednopłciowe, przy czym rośliny najczęściej są dwupienne. Kwiaty są drobne, zielonkawe, wyrastają pojedynczo lub skupione w pęczkach albo wierzchotkach, wówczas u nasady wsparte kapturkowato zrośniętymi dwiema podsadkami. Kielich 4- lub 5-krotny, trwały, zwykle drobny, a w kwiatach męskich czasem całkiem zredukowany. Korona zwykle wąskolejkowata, czasem dzwonkowata, z 4–6 łatkami na końcach. Pręcików jest 4 lub 5. Ich nitki są długie i pylniki wystają w efekcie zwisając poza koroną. Zalążnia jest dolna, dwukomorowa, zwykle z pojedynczymi zalążkami w komorach. Szyjka słupka jest rozdzielona do nasady na dwie lub cztery nitkowate i brodawkowato owłosione ramiona, wystające daleko poza koronę.
OwoceMięsiste pestkowce z 1 lub 2 pestkami, rzadziej 4. Często kształtu kulistego i wsparte trwałym kielichem.

## Systematyka
Pozycja systematyczna

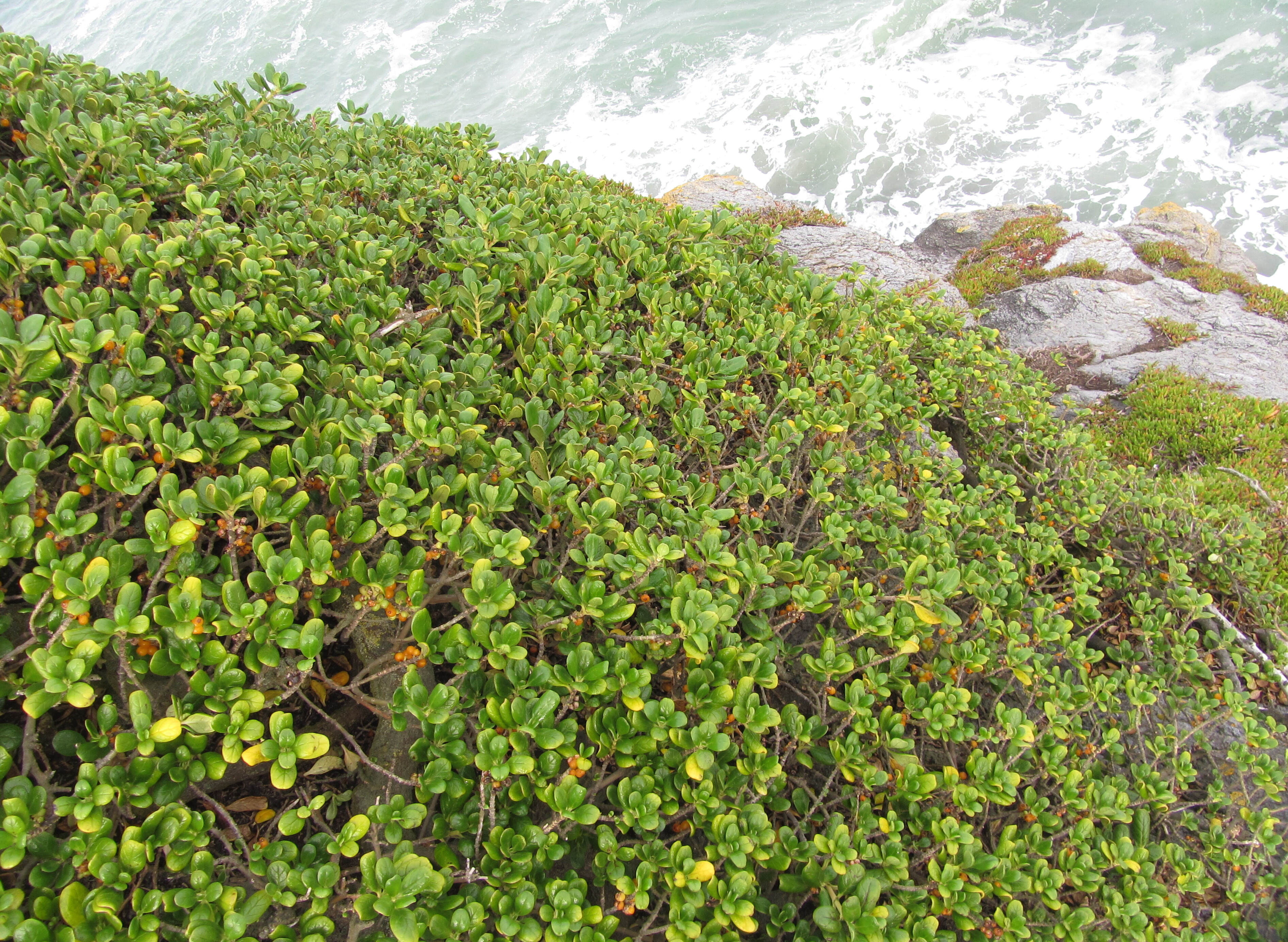
Coprosma repens

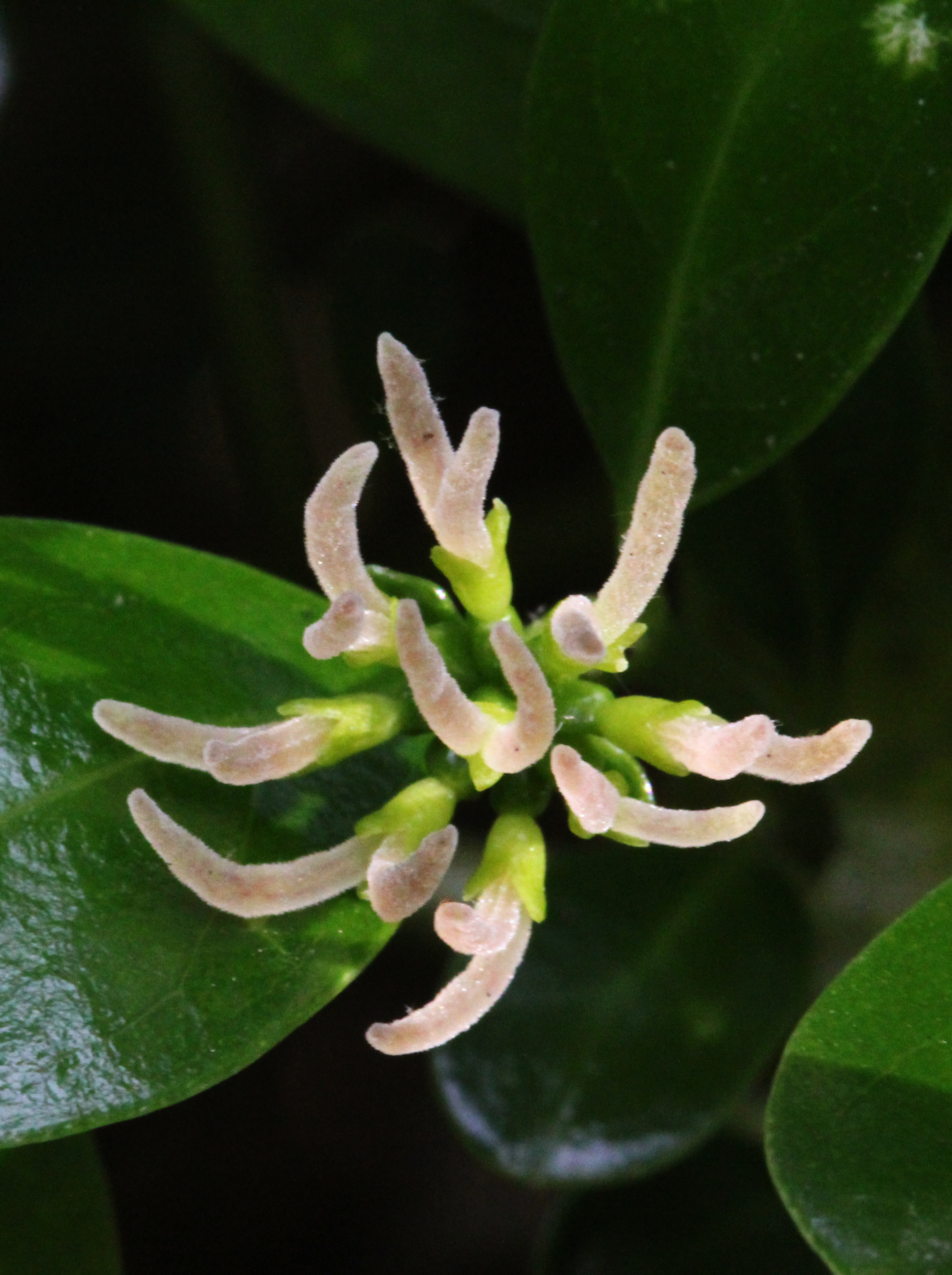
Kwiaty żeńskie Coprosma repens

Rodzaj z rodziny marzanowatych Rubiaceae, w obrębie której reprezentuje podrodzinę Rubioideae i plemię Anthospermeae.
Wykaz gatunków
- Coprosma acerosa A.Cunn.
- Coprosma acutifolia Hook.f.
- Coprosma arborea Kirk
- Coprosma archboldiana Merr. & L.M.Perry
- Coprosma × arcuata Colenso
- Coprosma areolata Cheeseman
- Coprosma atropurpurea (Cockayne & Allan) L.B.Moore
- Coprosma autumnalis Colenso
- Coprosma barbata Utteridge
- Coprosma baueri Endl.
- Coprosma benefica W.R.B.Oliv.
- Coprosma bougainvilleensis Gideon
- Coprosma brassii Merr. & L.M.Perry
- Coprosma × buchananii Kirk
- Coprosma chathamica Cockayne
- Coprosma cheesemanii W.R.B.Oliv.
- Coprosma ciliata Hook.f.
- Coprosma colensoi Hook.f.
- Coprosma cookei Fosberg
- Coprosma cordicarpa J.Cantley, Sporck-Koehler & Chau
- Coprosma crassifolia Colenso
- Coprosma crenulata W.R.B.Oliv.
- Coprosma cuneata Hook.f.
- Coprosma × cunninghamii Hook.f.
- Coprosma cymosa Hillebr.
- Coprosma decurva Heads
- Coprosma depressa Colenso ex Hook.f.
- Coprosma divergens W.R.B.Oliv.
- Coprosma dodonaeifolia W.R.B.Oliv.
- Coprosma dumosa (Cheeseman) G.T.Jane
- Coprosma elatirioides de Lange & A.S.Markey
- Coprosma elegans Utteridge
- Coprosma elliptica W.R.B.Oliv.
- Coprosma ernodeoides A.Gray
- Coprosma esulcata (F.Br.) Fosberg
- Coprosma fatuhivaensis W.L.Wagner & Lorence
- Coprosma foetidissima J.R.Forst. & G.Forst.
- Coprosma foliosa A.Gray
- Coprosma fowerakeri D.A.Norton & de Lange
- Coprosma glabrata J.W.Moore
- Coprosma × gracilicaulis Carse
- Coprosma × gracilis A.Cunn.
- Coprosma hirtella Labill.
- Coprosma hookeri Stapf
- Coprosma huttoniana P.S.Green
- Coprosma inopinata I.Hutton & P.S.Green
- Coprosma intertexta G.Simpson
- Coprosma kauensis (A.Gray) A.Heller
- Coprosma kawaikiniensis K.R.Wood, Lorence & Kiehn
- Coprosma × kirkii Cheeseman
- Coprosma laevigata Cheeseman
- Coprosma lanceolaris F.Muell.
- Coprosma linariifolia (Hook.f.) Hook.f.
- Coprosma longifolia A.Gray
- Coprosma lucida J.R.Forst. & G.Forst.
- Coprosma macrocarpa Cheeseman
- Coprosma menziesii A.Gray
- Coprosma meyeri W.L.Wagner & Lorence
- Coprosma microcarpa Hook.f.
- Coprosma × molokaiensis H.St.John
- Coprosma montana Hillebr.
- Coprosma moorei F.Muell. ex Rodway
- Coprosma neglecta Cheeseman
- Coprosma nephelephila J.Florence
- Coprosma niphophila Orchard
- Coprosma nitida Hook.f.
- Coprosma nivalis W.R.B.Oliv.
- Coprosma novaehebridae W.R.B.Oliv.
- Coprosma obconica Kirk
- Coprosma ochracea W.R.B.Oliv.
- Coprosma oliveri Fosberg
- Coprosma papuensis W.R.B.Oliv.
- Coprosma parviflora Hook.f.
- Coprosma pedicellata Molly, P.J.Lange & B.D.Clarkson
- Coprosma perpusilla Colenso
- Coprosma persicifolia A.Gray
- Coprosma petiolata Hook.f.
- Coprosma petriei Cheeseman – koprosma Petriego
- Coprosma pilosa Endl.
- Coprosma polymorpha W.R.B.Oliv.
- Coprosma prisca W.R.B.Oliv.
- Coprosma propinqua A.Cunn.
- Coprosma pseudociliata G.T.Jane
- Coprosma pseudocuneata W.R.B.Oliv. ex Garn.-Jones & Elder
- Coprosma pubens A.Gray
- Coprosma pumila Hook.f.
- Coprosma putida C.Moore & F.Muell.
- Coprosma pyrifolia (Hook. & Arn.) Skottsb.
- Coprosma quadrifida (Labill.) B.L.Rob.
- Coprosma raiateensis J.W.Moore
- Coprosma rapensis F.Br.
- Coprosma repens A.Rich. – koprosma płożąca
- Coprosma reticulata J.Florence
- Coprosma rhamnoides A.Cunn.
- Coprosma rhynchocarpa A.Gray
- Coprosma rigida Cheeseman
- Coprosma robusta Raoul
- Coprosma rotundifolia A.Cunn.
- Coprosma rubra Petrie
- Coprosma rugosa Cheeseman
- Coprosma savaiiensis Rech.
- Coprosma serrulata Hook.f. ex Buchanan
- Coprosma setosa J.W.Moore
- Coprosma spathulata A.Cunn.
- Coprosma stephanocarpa Hillebr.
- Coprosma strigulosa Lauterb.
- Coprosma sundana Miq.
- Coprosma × tadgellii W.R.B.Oliv.
- Coprosma tahitensis A.Gray
- Coprosma talbrockiei L.B.Moore & R.Mason
- Coprosma temetiuensis W.L.Wagner & Lorence
- Coprosma tenuicaulis Hook.f.
- Coprosma tenuifolia Cheeseman
- Coprosma ternata W.R.B.Oliv.
- Coprosma velutina Fosberg
- Coprosma virescens Petrie
- Coprosma waima A.P.Druce
- Coprosma waimeae Wawra
- Coprosma wallii Petrie
- Coprosma wollastonii Wernham